# Langpootkwartel
De langpootkwartel (Rhynchortyx cinctus) is een vogel uit de familie Odontophoridae. De wetenschappelijke naam van de soort is voor het eerst geldig gepubliceerd in 1876 door Salvin.

## Voorkomen
De soort komt voor van Honduras tot Ecuador en telt drie ondersoorten:
- R. c. pudibundus: noordoostelijk Honduras en oostelijk en het noordelijke deel van Centraal-Nicaragua.
- R. c. cinctus: van zuidelijk Nicaragua tot Panama.
- R. c. australis: westelijk Colombia en noordwestelijk Ecuador.

## Beschermingsstatus
Op de Rode Lijst van de IUCN heeft de soort de status gevoelig.

## Verspreidingskaart